# Cavaglio d’Agogna
Cavaglio d’Agogna (piemontiul: Cavàj d'Agogna) település Olaszországban, Piemont régióban, Novara megyében. Lakosainak száma 1139 fő (2023. január 1.). Cavaglio d’Agogna Barengo, Cavaglietto, Fara Novarese, Fontaneto d’Agogna, Ghemme és Sizzano községekkel határos.

## Népesség
A település lakossága az elmúlt években az alábbi módon változott:
| Lakosok száma | 1176 | 1174 | 1139 |
|               | 2017 | 2018 | 2023 |